# Simon Shelton
Simon Shelton vagy Simon Barnes (London, 1966. január 13. – Liverpool, 2018. január 17.) angol színész és producer. 
Ismertebb szerepei közé tartozott a sötét lovag az Incredible Games című műsorban, valamint ő volt Tinky Winky hangja a Teletubbies című BBC-s gyerekműsorban.

## Élete és pályafutása
London Shepherd's Bush városrészében született 1966. január 13-án.
Shelton játszotta a sötét lovag (Dark Knight) szerepét 1994 és 1995 között az Incredible Games című, gyerekeknek készült vetélkedőben. Később ő lett Tinky Winky szinkronhangja a Teletubbies című gyerekműsorban, miután átvette Dave Thompson szerepét, akit 1997 júliusában elbocsájtottak a műsorból.

## Magánélete
Felesége Emma Robbins volt, akitől három gyereke született. A család Ampthill-ben élt, Bedfordshire-ben. Ő volt a The Inbetweeners című szitkomban szereplő Emily Atack nagybátyja.
2018. január 17-én hunyt el.

## Fordítás
- Ez a szócikk részben vagy egészben  a   Simon Shelton című angol Wikipédia-szócikk ezen változatának fordításán alapul.  Az eredeti cikk szerkesztőit annak laptörténete sorolja fel. Ez a jelzés csupán a megfogalmazás eredetét és a szerzői jogokat jelzi, nem szolgál a cikkben szereplő információk forrásmegjelöléseként.